# Campeonato de Escocia
El Campeonato de Escocia (en inglés: Scottish Championship), llamado Cinch Championship por razones de patrocinio,  es la segunda división del fútbol en Escocia creada en julio del 2013 como sustituto de la Primera División de Escocia luego de la fusión de la Scottish Premier League con la Scottish Football League.

## Formato
La liga la conforman 10 equipos, los cuales se enfrentan todos contra todos a 4 vueltas, para un total de 36 partidos. El campeón obtiene el ascenso directo a la Liga Premier de Escocia, mientras que el último lugar desciende a la Liga Uno de Escocia. El segundo, tercero y cuarto lugar de la liga juegan un playoff con el undécimo lugar de la Liga Premier de Escocia para definir al equipo que juega en la primera división la siguiente temporada. El noveno lugar se enfrental al segundo, tercero y cuarto lugar de la Liga Uno de Escocia para definir al equipo que jugará en la segunda categoría en la siguiente temporada.

## Equipos 2023/24
| Equipo                       | Puesto en 2022–23         | Primera Temporada en Segunda División | Primera Temporada En Actual Liga | Último Título |
| ---------------------------- | ------------------------- | ------------------------------------- | -------------------------------- | ------------- |
| Airdrieonians                | 3º, Scottish League One   | 2004–05                               | 2023–24                          | —             |
| Arbroath                     | 8º, Scottish Championship | 1921–22                               | 2019–20                          | —             |
| Ayr United                   | 2º, Scottish Championship | 1910–11                               | 2018–19                          | 1965–66       |
| Dundee United                | 12º, Scottish Premiership | 1910–11                               | 2023–24                          | 2019–20       |
| Dunfermline Athletic         | 1º, Scottish League One   | 1912–13                               | 2023–24                          | 2010–11       |
| Greenock Morton              | 5º, Scottish Championship | 1893–94                               | 2015–16                          | 1986–87       |
| Inverness Caledonian Thistle | 6º, Scottish Championship | 1999–00                               | 2017–18                          | 2009–10       |
| Partick Thistle              | 4º, Scottish Championship | 1893–94                               | 2021–22                          | 2012–13       |
| Queen's Park                 | 3º, Scottish Championship | 1922–23                               | 2022–23                          | 1955–56       |
| Raith Rovers                 | 7º, Scottish Championship | 1902-03                               | 2020–21                          | 1994-95       |

## Ediciones anteriores
| Temporada | Campeón             | Subcampeón          | Goleador                                                       | Goleador |
| Temporada | Campeón             | Subcampeón          | Nombre (Equipo)                                                | Goles    |
| --------- | ------------------- | ------------------- | -------------------------------------------------------------- | -------- |
| 2013–14   | Dundee              | Hamilton Academical | Rory Loy (Falkirk)                                             | 20       |
| 2014–15   | Heart of Midlothian | Hibernian           | Jason Cummings (Hibernian)                                     | 18       |
| 2015–16   | Rangers             | Falkirk             | Martyn Waghorn (Rangers)                                       | 20       |
| 2016–17   | Hibernian           | Falkirk             | Jason Cummings (Hibernian) Stephen Dobbie (Queen of the South) | 19       |
| 2017–18   | St Mirren           | Livingston          | Stephen Dobbie (Queen of the South)                            | 18       |
| 2018–19   | Ross County         | Dundee United       | Lawrence Shankland (Ayr United)                                | 24       |
| 2019-20   | Dundee United       | Inverness CT        | Lawrence Shankland (Dundee United)                             | 24       |
| 2020–21   | Heart of Midlothian | Dundee              | Liam Boyce (Heart of Midlothian)                               | 14       |
| 2021–22   | Kilmarnock          | Arbroath            | Michael McKenna (Arbroath)                                     | 15       |
| 2022–23   | Dundee              | Ayr United          | Dipo Akinyemi (Ayr United)                                     | 20       |